# Encyclopédie des ouvertures d'échecs
Cet article utilise la notation algébrique pour décrire des coups du jeu d'échecs.
Pour les articles homonymes, voir ECO.
L'Encyclopédie des ouvertures d'échecs (en anglais : Encyclopaedia of Chess Openings (ECO), en serbe : Enciklopedija šahovskih otvaranja) est une publication en cinq volumes de la maison d'édition serbe l'Informateur d'échecs (en serbe : Šahovski Informator) qui reprend les principales ouvertures connues dans le jeu d'échecs. Elle utilise un code de classification des ouvertures, appelé code ECO, qui a été repris par d'autres publications et fait aujourd'hui figure de standard international.

## Organisation de l'Encyclopédie des ouvertures d'échecs
L'Encyclopédie des ouvertures d'échecs comprend cinq volumes désignés par une lettre (A, B, C, D, E), et connaît des mises à jour régulières. Les volumes répartissent les ouvertures de la façon suivante :
Volume A
Ouvertures de flanc et ouvertures indiennes diverses
- 1. tout sauf 1. e4, 1. d4
- 1. d4, tout sauf 1 ...d5, 1... Cf6
- 1. d4 Cf6 2. tout sauf 2. c4
- 1. d4 Cf6 2. c4, tout sauf 2... e6, 2... g6

Volume B
Défense sicilienne et débuts semi-ouverts divers
- 1. e4, tout sauf 1... e6, 1... e5
- 1. e4 c5

Volume C
Défense française et tous les débuts ouverts
- 1.e4 e6
- 1.e4 e5

Volume D
Défense Grünfeld, gambit dame et débuts fermés
- 1. d4 d5
- 1. d4 Cf6 2. c4 g6 avec ... d7-d5

Volume E
Partie catalane ; défenses ouest-indienne, nimzo-indienne et est-indienne
- 1. d4 Cf6 2. c4 e6
- 1. d4 Cf6 2. c4 g6 sans ... d7-d5

Dans l’Encyclopédie, les coups sont représentés en notation figurine, dans laquelle des pictogrammes spécialisés remplacent les initiales des pièces en langues vernaculaires. L'utilisation de figurines et d'annotations symboliques permettent la compréhension, indépendamment de la langue. Il a aussi permis la large diffusion d'une série d'encyclopédies et de monographies sur les échecs. Dans les ouvrages de l'Informateur, les variantes sont disposées dans des tables de théorie.

## Le système de classement ECO
L'Encyclopédie classe les ouvertures en cinq grandes catégories désignées par une lettre (de A à E), et chacune de ces catégories est divisée en cent sous-catégories, numérotées de 00 à 99 : par exemple B01 contient les ouvertures qui commencent par 1. e4 d5 (la défense scandinave).
Un code ECO est composé de la lettre A, B, C, D ou E suivi de deux chiffres, de 00 à 99.
Ce système est utilisé dans la publication d'une revue, l'Informateur des échecs (appelé couramment L'Informateur dans le monde échiquéen) qui parait trois fois par an (100e numéro en janvier 2008).
Plus généralement, le système s'est répandu dans toute la communauté des joueurs d'échecs. Ainsi, la revue française Europe Échecs l'utilise-t-elle dans le classement de toutes les parties qu'elle publie.

## Éditions de l'Encyclopédie
Encyclopédie des ouvertures d'échecs, Belgrade
- 1re édition
  - volume A, 1979,  (ISBN 0713419121)
  - volume B, 1975,  (ISBN 0713430133)
  - volume C, 1974,  (ISBN 0713427752)
  - volume D, 1977,  (ISBN 0713432101)
  - volume E, 1978,  (ISBN 0713410442)
- 2e édition
  - volume A, 1996, Chess Informant
  - volume B, 1984, Chess Informant
  - volume C, 1981,  (ISBN 0713426977)
  - volume D, 1987,  (ISBN 867297008X)
  - volume E, 1991, Chess Informant

- 3e édition
  - volume A, 1999, Chess Informant
  - volume B, 1997,  (ISBN 8672970322)
  - volume C, 1997,  (ISBN 8672970357)
  - volume D, 1998,  (ISBN 8672970403)
  - volume E, 1998,  (ISBN 8672970411)

- 4e édition
  - volume A, 2001,  (ISBN 8672970462)
  - volume B, 2002,  (ISBN 8672970500)
  - volume C, 2000,  (ISBN 8672970454)
  - volume D, 2004,  (ISBN 8672970527)
  - volume E, 2008,

- 5e édition
  - Volume B, 5e édition en deux parties :
    - volume B1 [ECO : B00–B49] : 2020
    - volume  B2 [ECO : B50-B99] : 2021

  - volume C, 2008,  (ISBN 8672970543)